# Satanica
Satanica je četvrti studijski album poljskog ekstremnog metal sastava Behemoth. Album je 25. listopada 1999. godine objavila diskografska kuća Avantgarde Music. 

## O albumu
Album stilistički pripada žanru death metala s primjesama black metala, također znanome pod imenom blackened death metal. Bio je snimljen u studiju Starcraft Stimulation Studios te je bio masteriran u Varšavi.
Na nekim je inačicama albuma naziv prve pjesme stiliziran kao "Decade of ΘΕΡΙΟΝ" (ΘΕΡΙΟΝ je "Therion" pisan grčkim alfabetom), a naziv osme pjesme kao "Chant for ΕΣΧΑΤΟΝ 2000" (ΕΣΧΑΤΟΝ je "Eschaton" pisan grčkim alfabetom). Na albumu se nalaze dvije skrivene skladbe; prva, koja se nalazi na 33. mjestu, instrumentalna je skladba koja traje 57 sekundi, dok je druga, koja se nalazi na 93. mjestu, regularna skladba koja traje minutu i trideset i sedam sekundi. Pjesme od devete do trideset i druge te od trideset i četvrte do devedeset i druge čini po četiri sekunde tišine.
Za pjesmu "Decade of Therion" bio je snimljen i glazbeni spot.

## Popis pjesama
Tekstovi: Krzysztof Azarewicz, osim pjesme "Starspawn" koju je napisao Nergal, glazba: Nergal.
| 1.    | »Decade of Therion«                          | 3:19 |
| 2.    | »LAM«                                        | 4:13 |
| 3.    | »Ceremony of Shiva«                          | 3:32 |
| 4.    | »Of Sephirotic Transformation and Carnality« | 4:31 |
| 5.    | »The Sermon to the Hypocrites«               | 5:03 |
| 6.    | »Starspawn«                                  | 3:32 |
| 7.    | »The Alchemist's Dream«                      | 5:40 |
| 8.    | »Chant for Eschaton 2000«                    | 5:22 |
| 35:12 |                                              |      |

## Zasluge
| Behemoth - Nergal – vokali, gitara, bas-gitara, klavijature, produkcija, miksanje, umjetnički direktor - Inferno – bubnjevi, udaraljke - L-Kaos – gitara | Ostalo osoblje - Karrie M. Miller – dizajn - Marqvis – logotip - Agnieszka Gafka – fotografija - Katarzyna Brejwo – gramatičke konzultacije - Grzegorz Piwkowski – mastering - Krzysztof Azarewicz – tekstovi (svih pjesama osim "Starspawn") - Graal – naslovnica |